# 下呂市立湯屋小学校
下呂市立湯屋小学校 （げろしりつ ゆやしょうがっこう）は、かつて岐阜県下呂市に存在した公立小学校。

## 概要
- 下呂市小坂町（旧・益田郡小坂町）の東部の小学校であった。2012年、小坂小学校と統合し、小坂小学校の新設により廃校。
- 木造の南舎（1954年完成）は2017年に解体の予定であったが、下呂市から地域へ譲渡され、地域の活動拠点などに使用されている[1]。

## 沿革
- 1876年（明治9年） - 小坂村落合に落合学校が開校。福応寺[注釈 1]を仮校舎とする。
- 1878年（明治11年） - 落合小学校に改称する。
- 1883年（明治16年） - 新築移転。湯屋小学校に改称する。
- 1887年（明治20年） - 湯屋簡易科小学校に改称する。
- 1892年（明治25年） - 湯屋尋常小学校に改称する。
- 1898年（明治31年）3月2日 - 小坂村が町制施行し、小坂町となる。
- 1905年（明治38年） - 農業補習学校を併設する。
- 1914年（大正3年） - 現在地に移転する。
- 1941年（昭和16年）4月1日 - 湯屋国民学校に改称する。
- 1947年（昭和22年）4月1日 - 小坂町立湯屋小学校に改称する。
- 1954年（昭和29年） - 新校舎（木造2階建。後の南舎）が完成する。
- 1889年（平成元年） - 新校舎（鉄筋コンクリート造。後の北舎）が完成。
- 2004年（平成16年）3月1日 - 下呂町、萩原町、小坂町、金山町、馬瀬村が合併し下呂市が発足。同時に下呂市立湯屋小学校に改称する。
- 2012年（平成24年）3月31日 - 統合により廃校。